# Drown
Drown is een nummer van de Nederlandse dj Martin Garrix uit 2020, met vocalen van Australische zanger Clinton Kane.
Het nummer werd een bescheiden hitje in Nederland. In de Nederlandse Top 40 haalde het de 18e positie. In Vlaanderen had het nummer een stuk minder succes; daar haalde het de 33e positie in de Tipparade. Verder haalde het nummer ook in Wallonië en Zweden de hitlijsten. 